# Lijst van films over Jeanne d'Arc
Dit is een lijst van films over Jeanne d'Arc.
- 1898 - L'Exécution de Jeanne d'Arc (Frankrijk)
- 1900 - Jeanne d'Arc (Frankrijk) met Jeanne d'Alcy
- 1909 - La vie de Jeanne d'Arc (Frankrijk) van Albert Capellani met Léontine Massart
- 1913 - Jeanne d'Arc (Giovanna d'Arco) (Italië) van Ubaldo Maria Del Colle en Nino Oxilia met Maria Jacobini
- 1916 - Joan the Woman (Verenigde Staten) met Geraldine Farrar
- 1928 - La passion de Jeanne d'Arc (Frankrijk) met Renée Falconetti
- 1929 - La merveilleuse vie de Jeanne d'Arc (Frankrijk/Duitsland) met Simone Genevois
- 1935 - Das Mädchen Johanna - (Duitsland) met Angela Salloker
- 1944 - De Jeanne d'Arc à Philippe Pétain (Frankrijk) (documentaire met Sacha Guitry)
- 1948 - Joan of Arc (Verenigde Staten) met Ingrid Bergman
- 1953 - Destinées, (Frankrijk/Italië) anthologiefilm met schetsen van Jean Delannoy met Michèle Morgan
- 1954 - Giovanna d'Arco al rogo (Italië/Frankrijk) met Ingrid Bergman
- 1957 - Saint Joan (Verenigde Staten/Verenigd Koninkrijk) met Jean Seberg
- 1958 - Saint Joan (Verenigd Koninkrijk) met Siobhan McKenna
- 1962 - Procès de Jeanne d'Arc (Frankrijk) met Florence Delay
- 1966 - Der Fall Jeanne d'Arc (West-Duitsland) met Kathrin Schmid
- 1978 - Heilige Jeanne (Jeanne d'Arc) (Nederland) (televisiefilm) van John van de Rest met Josine van Dalsum, Lex van Delden, Coen Flink en Rutger Hauer
- 1982 - Maid of Orleans (The Waltz Joan of Arc) (Verenigd Koninkrijk) van Steve Barron met Julia Tobin (videoclip van OMD)
- 1990 - Jeanne d'Ark - visjon gjennom eld (Noorwegen) met Juni Dahr
- 1993 - The Maid of Orleans (Rusland) met Nina Rautio
- 1994 - Jeanne la Pucelle (2-delig) (Frankrijk) met Sandrine Bonnaire
- 1999 - Joan of Arc (Canada) (miniserie/tv-film) met Leelee Sobieski
- 1999 - Messenger: The Story of Joan of Arc (Frankrijk) met Milla Jovovich, John Malkovich
- 2003 - Johanka z Arku (Tsjechië) met Lucie Bílá
- 2005 - Joan of Arc (Verenigde Staten) (documentaire/tv-film)
- 2008 - Vraie Jeanne, Fausse Jeanne (Frankrijk) (documentaire)
- 2011 - Jeanne captive (Frankrijk) van Philippe Ramos met Clémence Poésy
- 2011 - My Joan of Arc (Canada) (documentaire)
- 2015 - Joan of Arc (Verenigde Staten) (documentaire)
- 2015 - Joan of Arc: God's Warrior (Verenigd Koninkrijk) (documentaire)
- 2017 - Jeannette l'Enfance de Jeanne d'Arc (Frankrijk) met Lise Leplat Prudhomme, Jeanne Voisin (muziekfilm)
- 2019 - Jeanne (Frankrijk) met Lise Leplat Prudhomme